# Konstanze von Staufen
Konstanze von Staufen (Costanza) (* 1230; † April 1307 in Valencia) war Kaiserin von Byzanz und Ehefrau des byzantinischen Kaisers Johannes III.
Sie war die älteste Tochter des Kaisers Friedrich II. von seiner Geliebten und späteren Ehefrau Bianca Lancia und wurde durch die Ehe, die Friedrich und Bianca 1233/34 kurz vor Biancas Tod (confirmatio matrimonii in articulo mortis) schlossen, nachträglich legitimiert (legitimatio per matrimonium subsequens).
1244 wurde sie 14-jährig mit dem 52-jährigen Johannes III., Kaiser von Byzanz im Exil in Nicäa, der seit 1241 Witwer war, verheiratet. Nach altem Brauch nahm sie zu diesem Anlass einen anderen Namen, in ihrem Fall „Anna“ an. Die Verbindung zwischen Konstanze und dem Schismatiker Johannes erregte das Missfallen des Papstes Innozenz IV. so sehr, dass sie einer der Gründe wurde, weshalb der Papst Friedrich im Jahr darauf, 1245, absetzen ließ.
Konstanzes Ehe wurde nicht glücklich, da Johannes sich bald einer jungen Frau aus Konstanzes Gefolge zuwandte, die die Kaiserin in den Hintergrund drängte und in der Öffentlichkeit auch ihre Rolle einnahm. Friedrichs Reaktion auf diese Entwicklung blieb aus, da er die finanzielle und militärische Unterstützung der Byzantiner zu schätzen wusste. Als dann auch noch der Papst sich mit Johannes verständigte, war Konstanze vollkommen isoliert, woran sich auch nichts änderte, als Johannes am 3. November 1254 starb und sein Sohn aus erster Ehe, Theodor II., den Thron bestieg.
Erst nachdem Theodor 1258 ebenfalls gestorben und sein Sohn Johannes IV. von seinem Regenten, Mitkaiser und schließlich Nachfolger Michael VIII. 1261 abgesetzt worden war, änderte sich Konstanzes Lage: Der neue Kaiser verliebte sich in die jetzt 31-Jährige und beantragte die Scheidung von seiner Ehefrau, um Konstanze heiraten zu können. Der Staatsrat und der Patriarch von Konstantinopel lehnten jedoch ab. Ob Konstanze zu der Zeit Michaels Geliebte war, oder ob sie seine Avancen dauerhaft ablehnte, ist nicht geklärt.

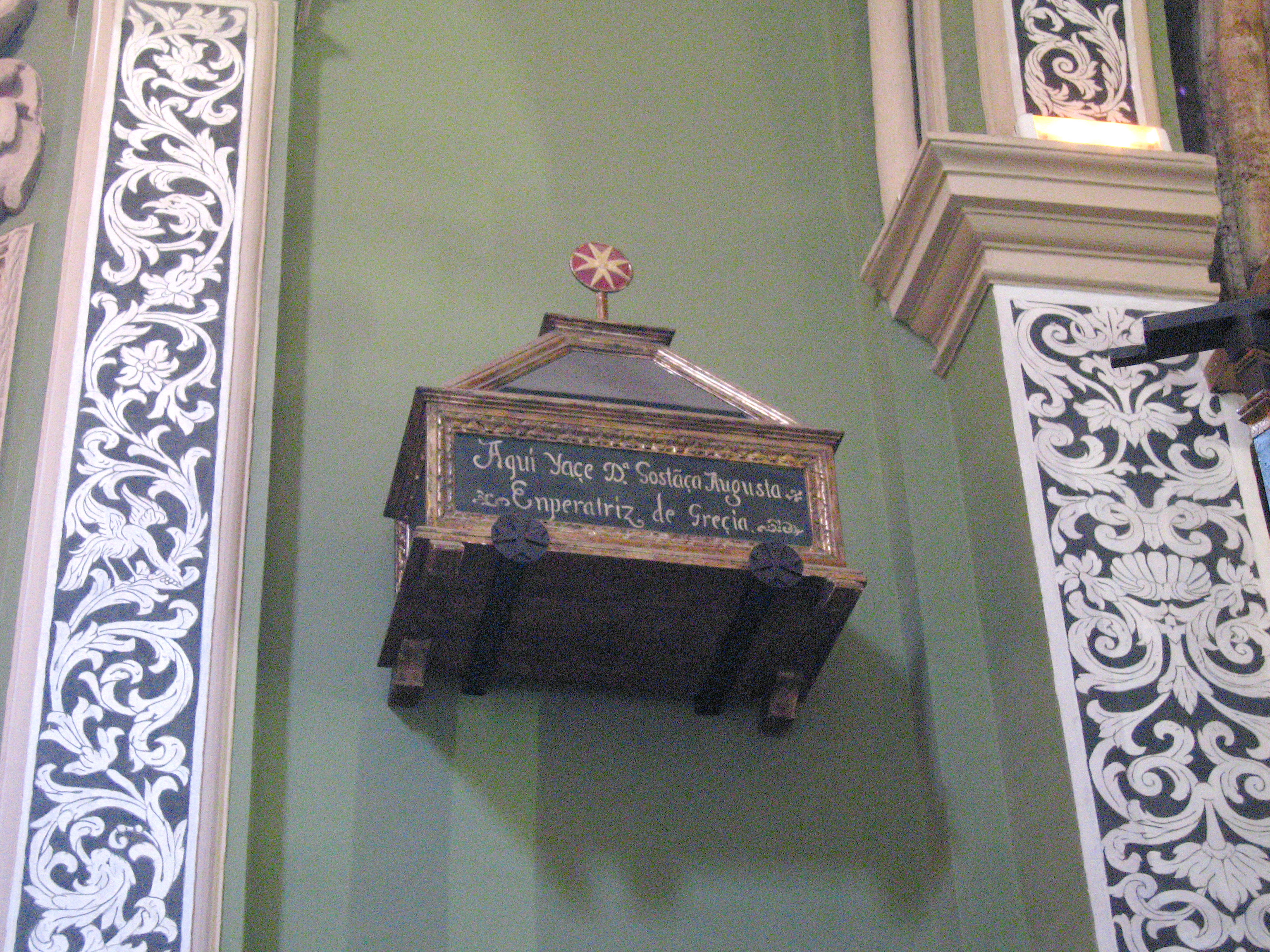
Sarg der Konstanze in der Capilla Real de Santa Barbara von San Juan del Hospital in Valencia

Konstanzes Aufenthalt am byzantinischen Hof endete, als sie gegen den General Alexios Strategopoulos, der sich im Gewahrsam ihres Bruders Manfred, seit 1258 König von Sizilien, befand, ausgetauscht wurde.
Der Wechsel zurück nach Süditalien verschlimmerte ihre Situation jedoch noch einmal, als Manfred 1266 in der Schlacht bei Benevent gegen Karl von Anjou unterlag und fiel. Der größte Teil ihrer Familie fiel Karl in die Hände, Konstanze jedoch konnte fliehen und kam bei ihrer gleichnamigen Nichte unter, der Tochter Manfreds und Ehefrau des Königs Peter III. von Aragón, der später selbst König von Sizilien wurde.
Sie trat in ein Hospitaliterinnen-Kloster in Valencia ein, wo sie hochbetagt im Jahr 1307 starb. Ihr Holzsarg befindet sich heute in der Kirche San Juan del Hospital in Valencia.